# Велике Оксілово
Велике Оксі́лово (рос. Большое Оксилово) — присілок у складі Нікольського району Вологодської області, Росія. Входить до складу Нікольського сільського поселення.

## Населення
Населення — 32 особи (2010; 57 у 2002).
Національний склад (станом на 2002 рік):
- росіяни — 100 %